# Alexandre Comisetti
Alexandre Comisetti (Saint-Loup, Vaud kanton, 1973. július 21. –) svájci labdarúgó-középpályás.
A svájci válogatott tagjaként részt vett az 1996-os labdarúgó-Európa-bajnokságon.